# Fuerteventura-Zeitung
Die Fuerteventura-Zeitung ist ein deutschsprachiges Nachrichtenportal mit Nachrichten von den Kanarischen Inseln mit besonderem Schwerpunkt auf die Kanareninsel Fuerteventura. 
In gedruckter Form erschien die erste Ausgabe der Fuerteventura-Zeitung am 12. Juli 2007. 
Mit dem Beginn der Covid19-Pandemie wurde die gedruckte Ausgabe eingestellt. Am 7. März 2020 erschien mit der Nummer 326 die letzte Ausgabe auf Papier. Die Webseite der Fuerteventura-Zeitung wurde jedoch als Nachrichtenportal weitergeführt. 
Das Unternehmen Fuertezeitung, SL, das die Fuerteventura-Zeitung in gedruckter Form herausgab und heute das Nachrichtenportal betreibt, wurde in 2007 von den deutschen Unternehmern Sandra Huster und Thomas Wolf gegründet. 
Die gedruckte Ausgabe der Fuerteventura-Zeitung erschien 14-täglich mit einer Auflage von jeweils 8.000 Exemplaren und einem Seitenumfang von 32 Seiten. Damit war sie die auflagenstärkste rein deutschsprachige Zeitung auf Fuerteventura. Die Zeitung wurde in über 100 Verteilstellen wie Supermärkten, Hotelrezeptionen, Restaurants und Einzelhandelsgeschäften kostenlos ausgelegt. Die Zeitung finanzierte sich ausschließlich über Anzeigenwerbung.
Nach der Umstellung auf ein reines Online-Medium konnte die Fuerteventura-Zeitung ihre Reichweite massiv erhöhen. 2022 verzeichnete die Onlinezeitung im Durchschnitt 17.092 Sitzungen pro Tag. Damit erreichte die Webseite pro Tag mehr Nutzer als die gedruckte Zeitung mit zwei Ausgaben in einem ganzen Monat. Rund 80 % der Leser greifen aus Deutschland auf die Fuerteventura-Zeitung zu. 
Auch die online-Ausgabe der Fuerteventura-Zeitung finanziert sich hauptsächlich durch Werbung und zu einem kleinen Teil durch freiwillige Beiträge der Leser.